# Taylor’s University
Taylor’s University (TU) – malezyjska uczelnia prywatna w mieście Subang Jaya (stan Selangor). Została założona w 1969 roku.